# Un jour tu verras (chanson)
Cet article concerne la chanson de Marcel Mouloudji. Pour le roman policier de Mary Higgins Clark, voir Un jour tu verras....
Un jour tu verras est une chanson écrite par Marcel Mouloudji, et composée par Georges van Parys en 1954.

## Histoire

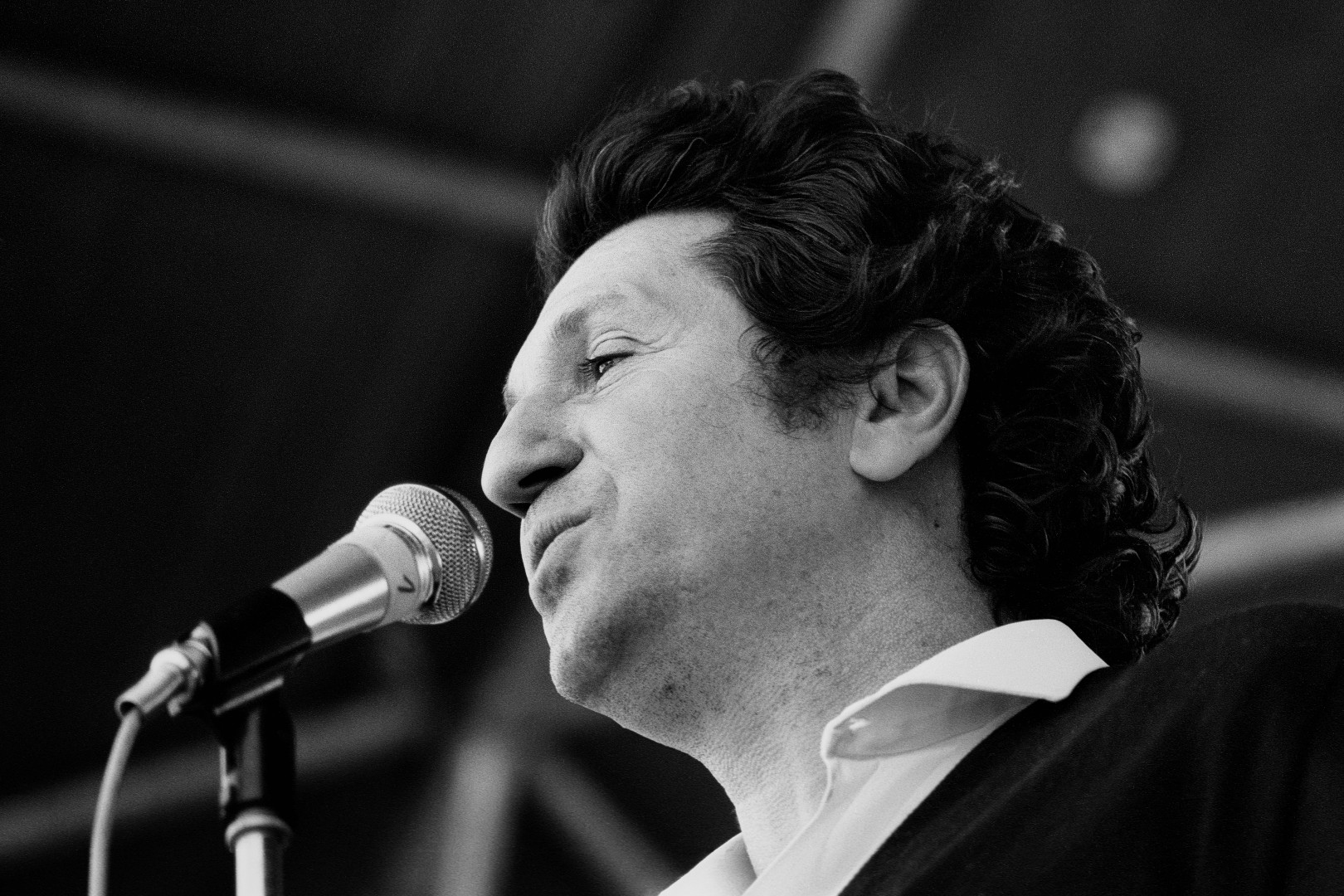

Elle a été créée pour le film à sketches Secrets d'alcôve sorti en 1954, dans le sketch Riviera express de Ralph Habib. L'accompagnement musical est constitué d'une guitare, d'un accordéon, et d'un orchestre symphonique. Elle a été éditée par Les Nouvelles Editions Meridian.

## Reprises
- 1956 : Jacques Hélian
- 1956 : Jacqueline François
- 1956 : Anny Gould
- 1956 : Dany Dauberson
- 1957 : Michèle Arnaud
- 1961 : Ornella Vanoni
- 1965 : Germaine Montero
- 1974 : Michel Delpech
- 1974 : Claude Nougaro
- 1975 : Daniel Guichard
- 1985 : Fabienne Thibeault
- 1991 : Roland Dyens
- 1997 : Nana Mouskouri
- 1997 : Lambert Wilson
- 1999 : Jacques Dutronc
- 2006 : Juliette Gréco
- 2014 : Annabelle Mouloudji et Alain Chamfort
- 2016 : Romain Didier